# بنیامین کوشچویچ
بنیامین کوشچویچ (انگلیسی: Benjamín Kuscevic؛ زادهٔ ۲ مهٔ ۱۹۹۶) بازیکن فوتبال اهل شیلی است.
از باشگاه‌هایی که در آن بازی کرده‌است می‌توان به باشگاه فوتبال پالمیراس اشاره کرد.
وی همچنین در تیم‌های ملی فوتبال زیر ۱۷ سال، زیر ۲۰ سال و بزرگسالان شیلی بازی کرده‌است.